# Слупиці (Нижньосілезьке воєводство)
Слупиці (пол. Słupice, нім. Schlaupitz) — село в Польщі, у гміні Лаґевники Дзержоньовського повіту Нижньосілезького воєводства.
Населення — 390 осіб (2011).
У 1975-1998 роках село належало до Вроцлавського воєводства.

## Демографія
Демографічна структура станом на 31 березня 2011 року:
|          | Загалом | Допрацездатний вік | Працездатний вік | Постпрацездатний вік |
| -------- | ------- | ------------------ | ---------------- | -------------------- |
| Чоловіки | 188     | 38                 | 131              | 19                   |
| Жінки    | 202     | 37                 | 118              | 47                   |
| Разом    | 390     | 75                 | 249              | 66                   |